# فهرست وابسته‌های دیپلماتیک بلاروس

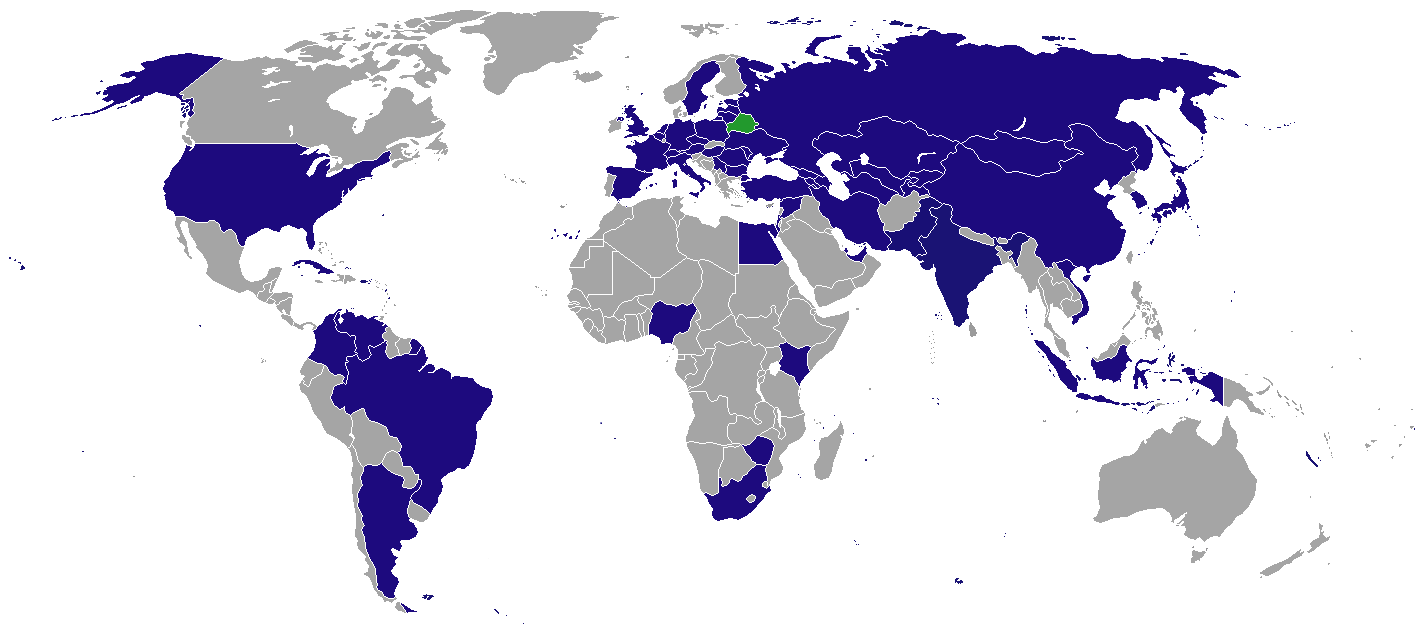
نقشه کشورهای دربردارنده سفارتخانه بلاروس

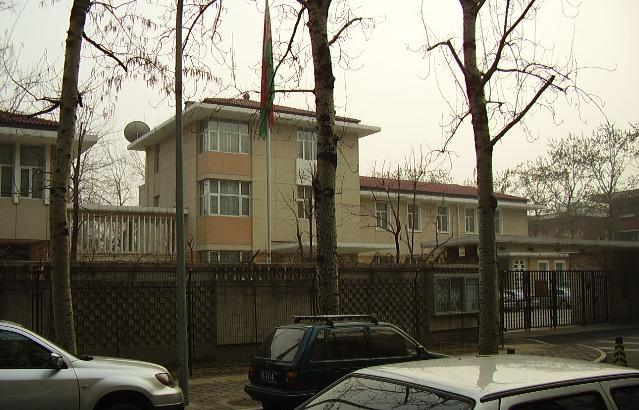
سفارتخانه بلاروس در پکن

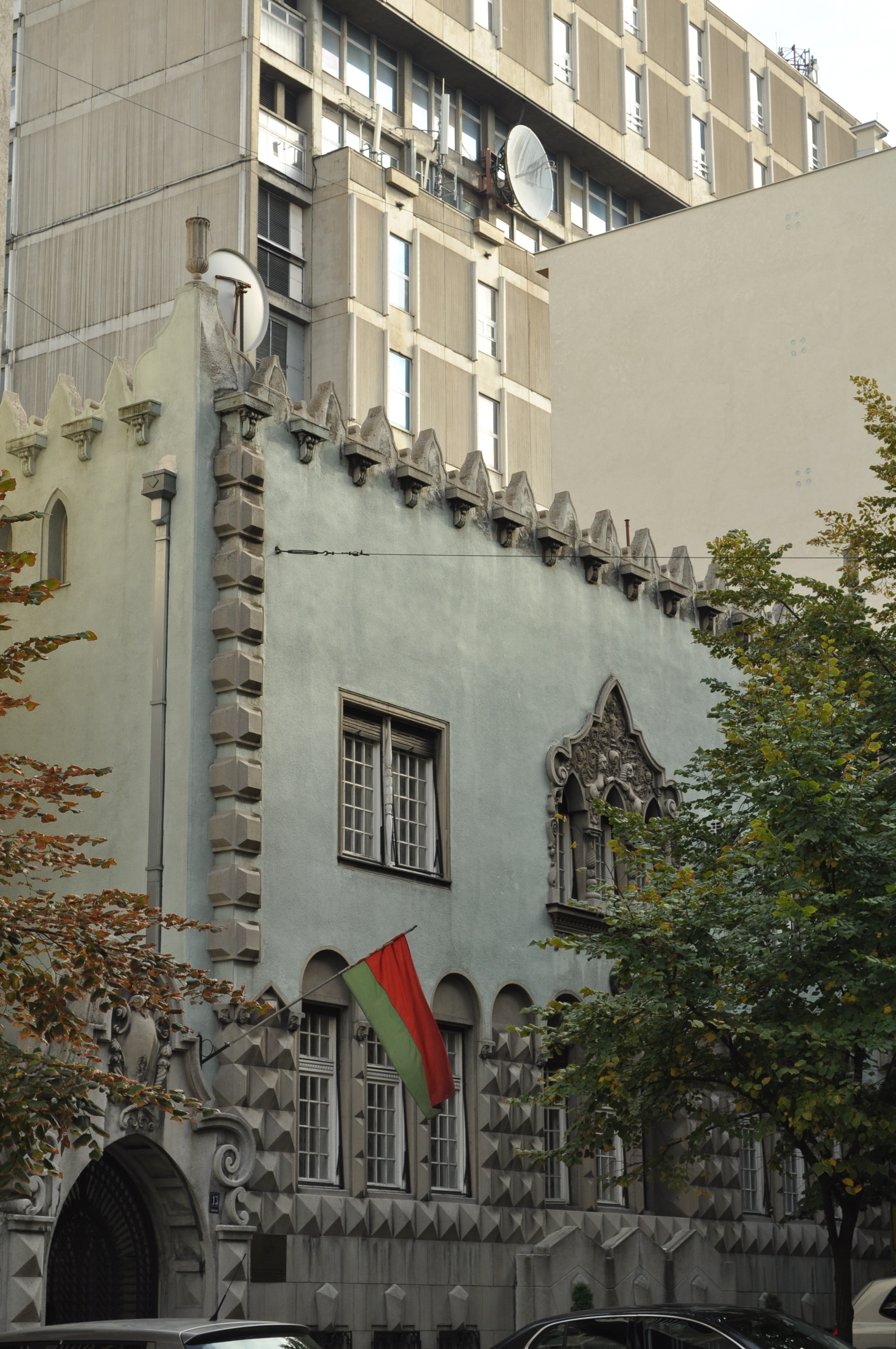
سفارتخانه بلاروس در بلگراد

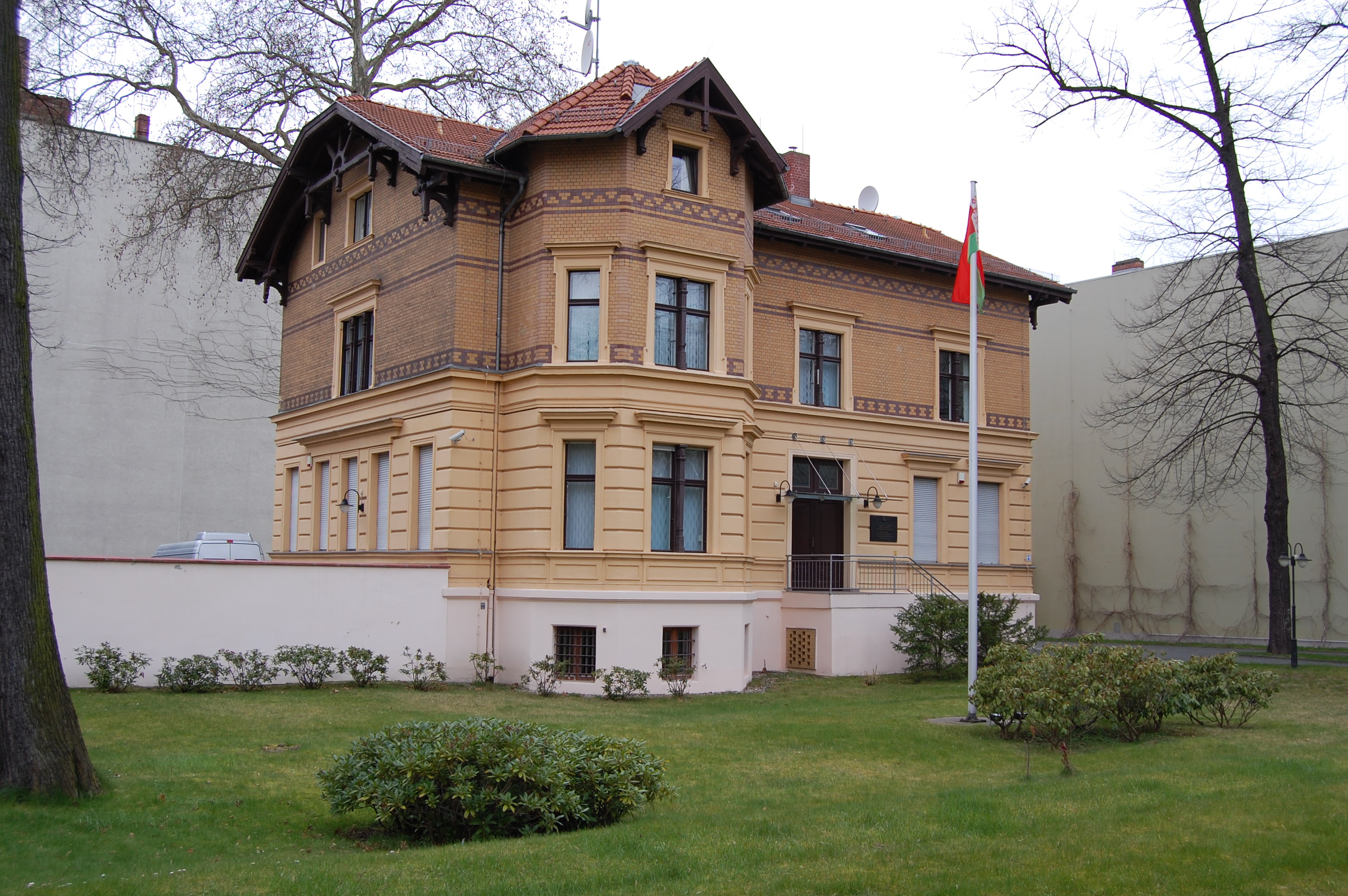
سفارتخانه بلاروس در برلین

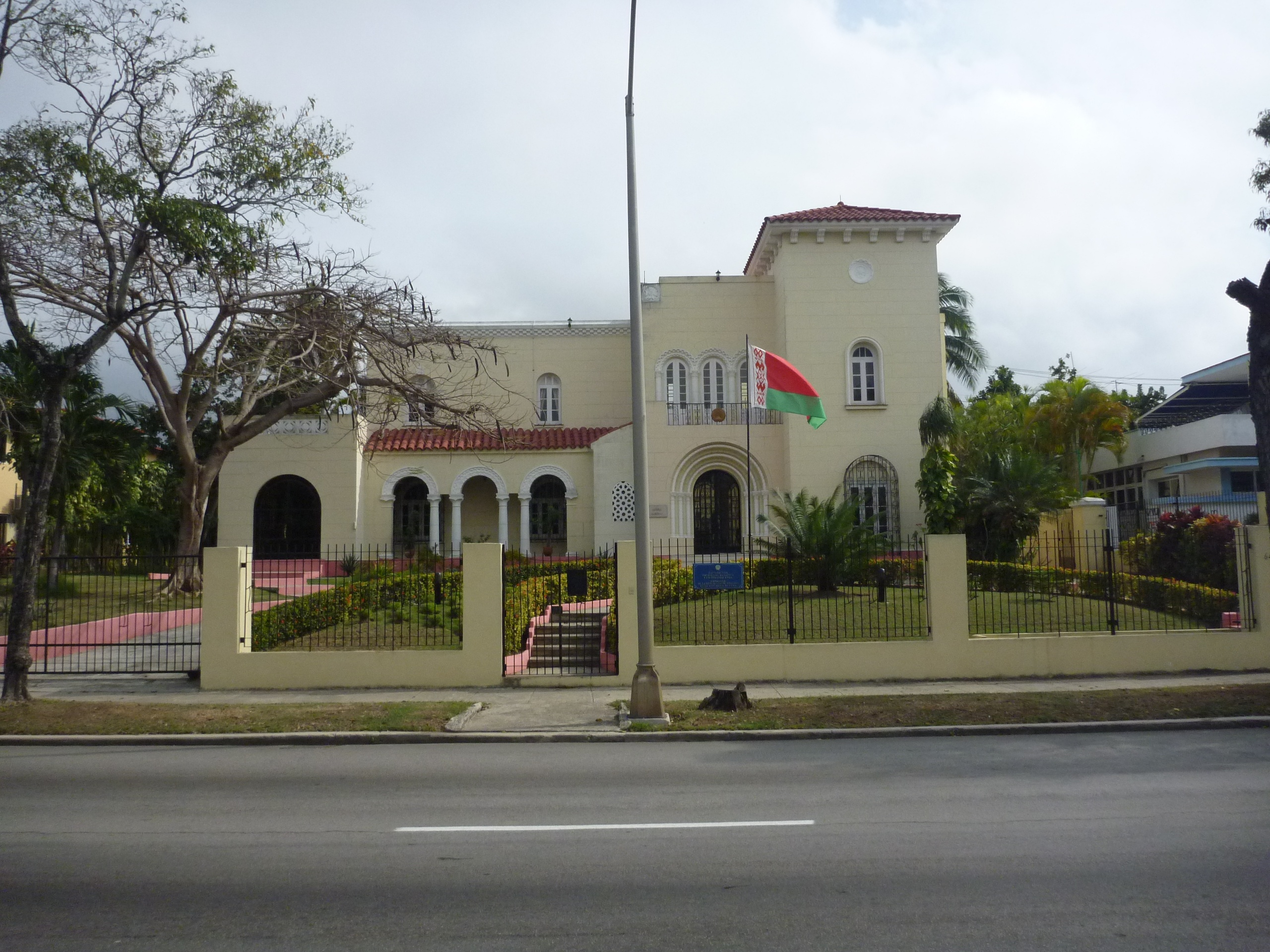
سفارتخانه بلاروس در هاوانا

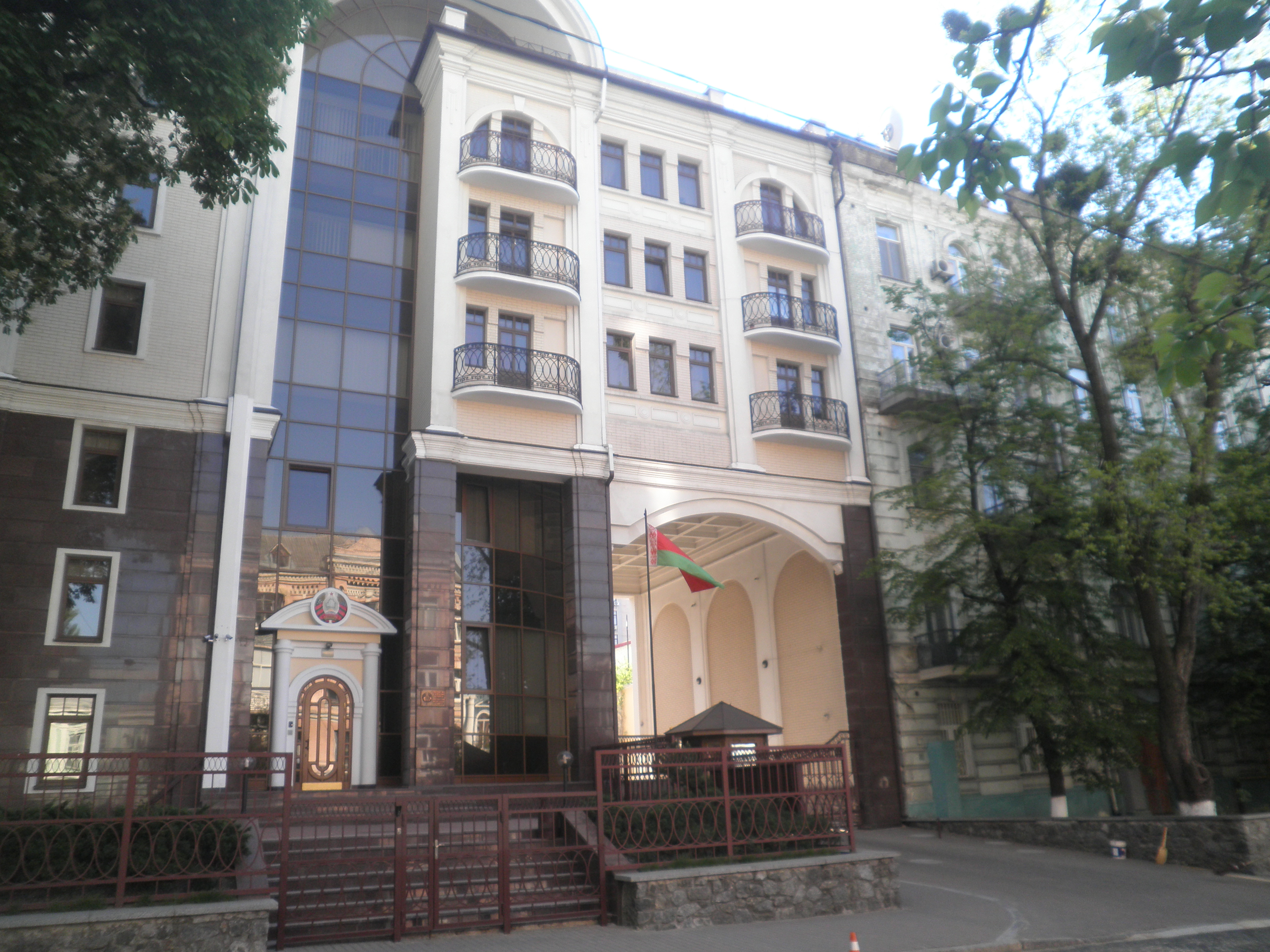
سفارتخانه بلاروس در کی یف

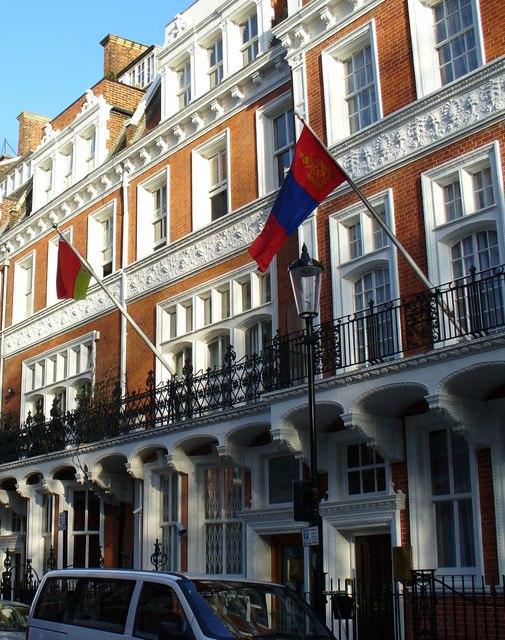
سفارتخانه بلاروس در لندن

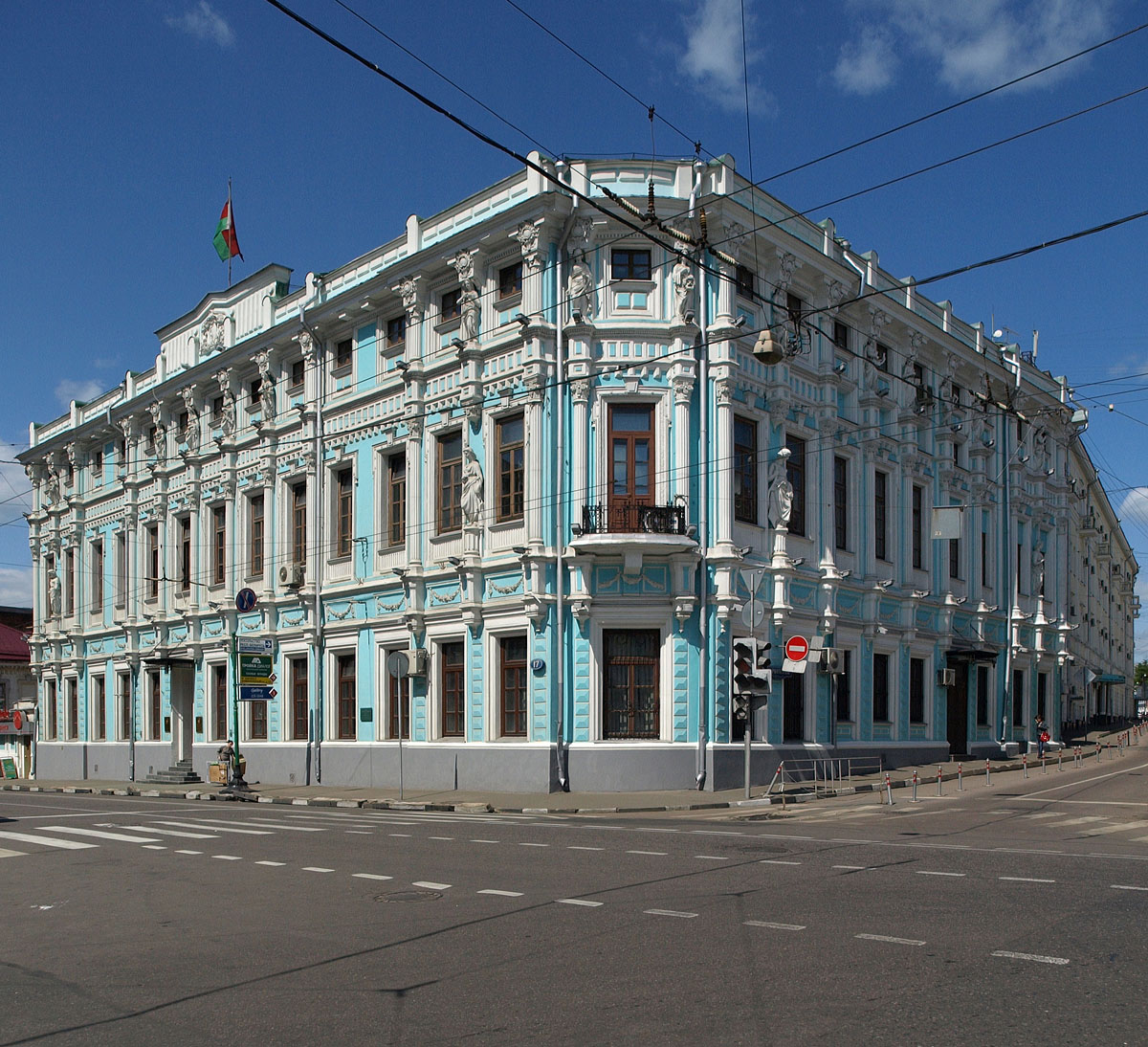
سفارتخانه بلاروس در مسکو

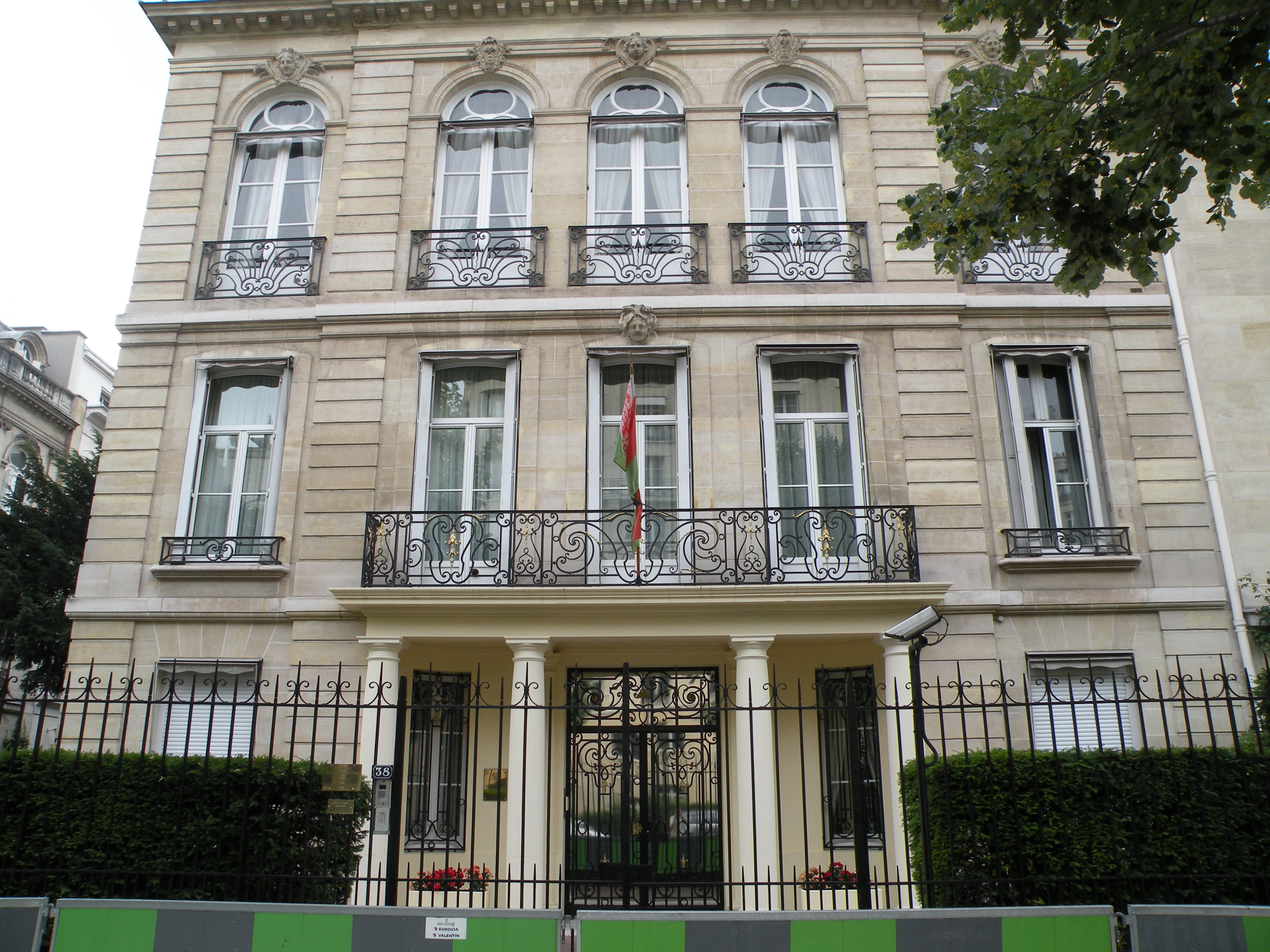
سفارتخانه بلاروس در پاریس

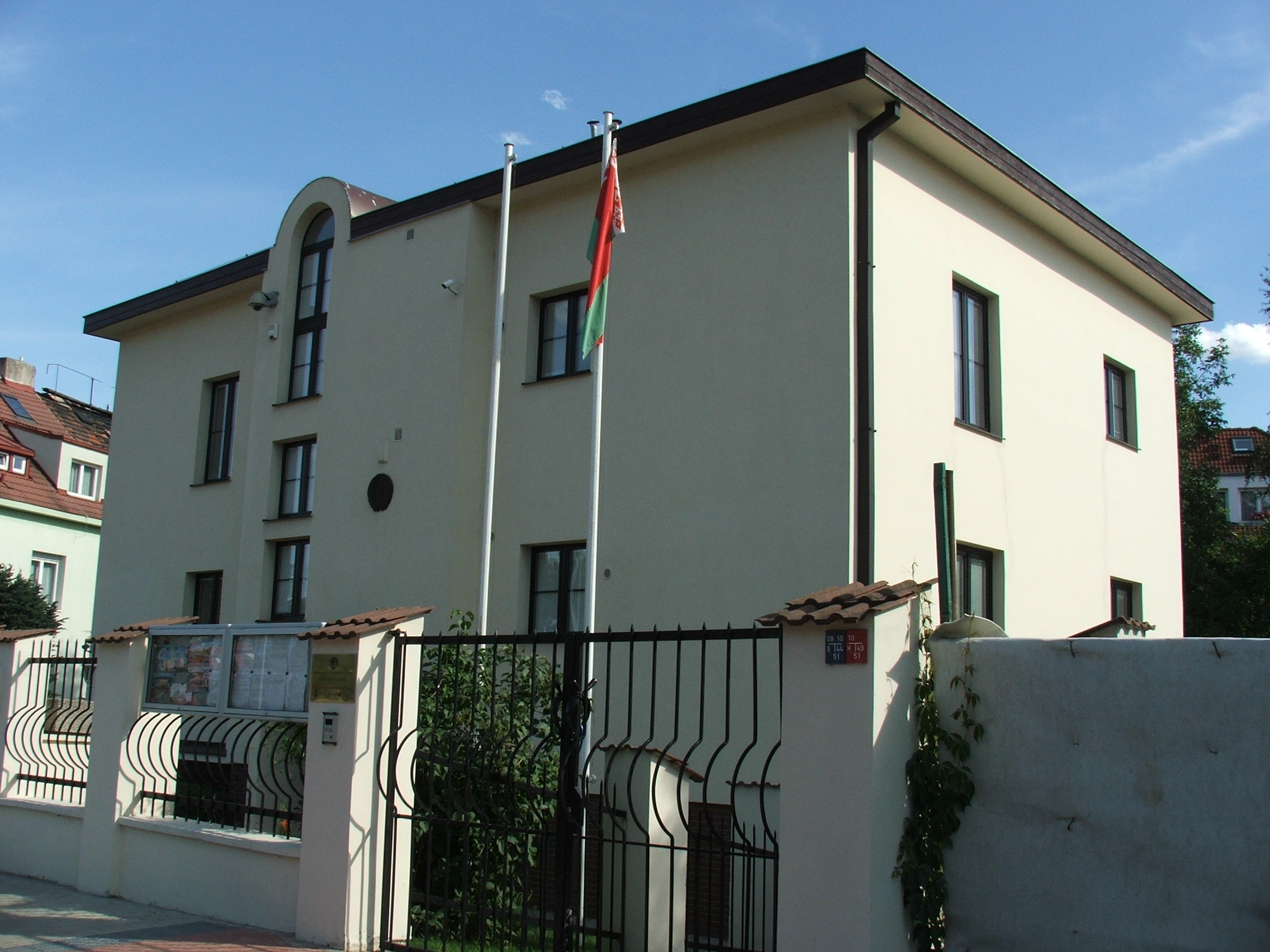
سفارتخانه بلاروس در پراگ

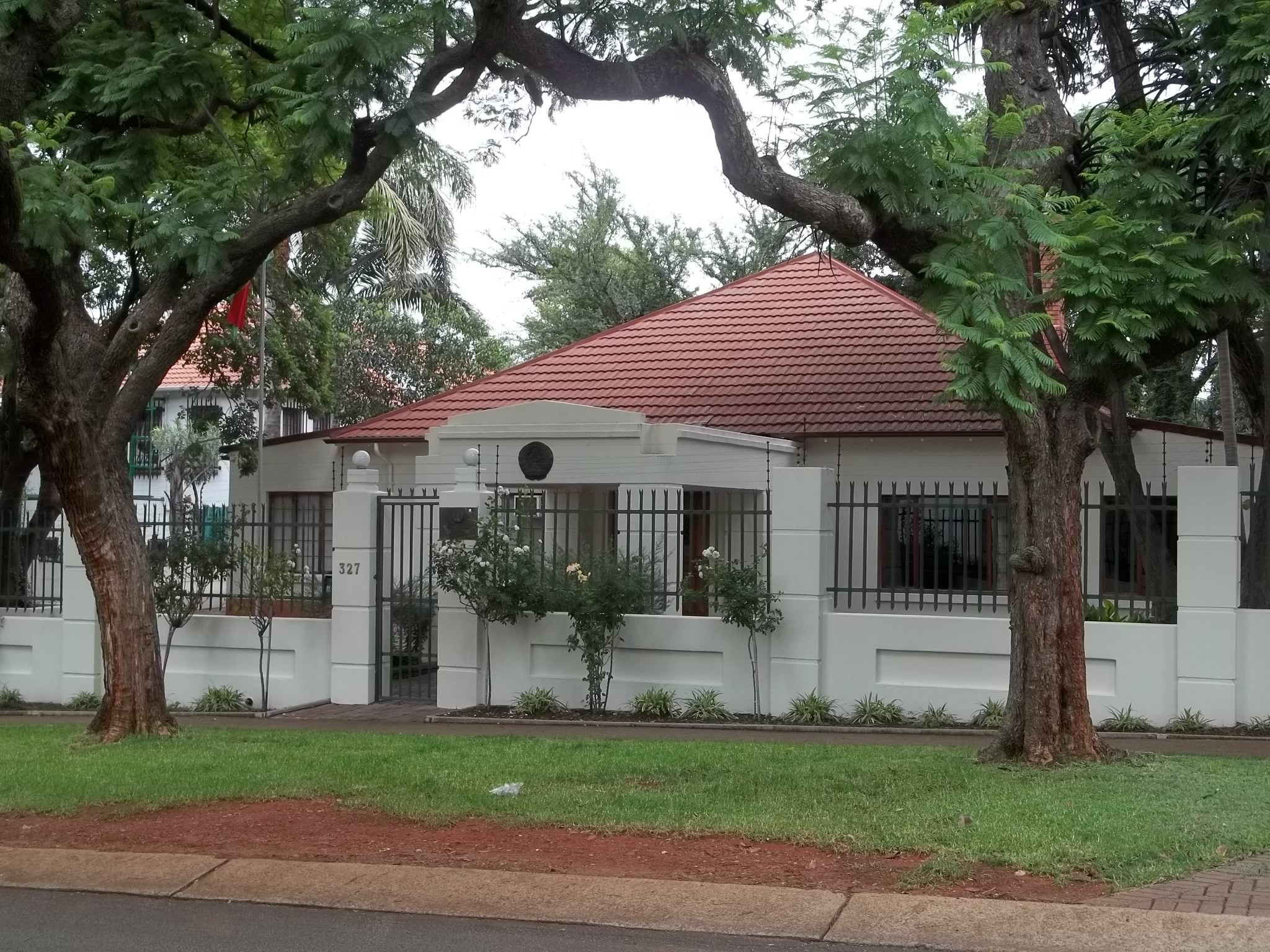
سفارتخانه بلاروس در پرتوریا

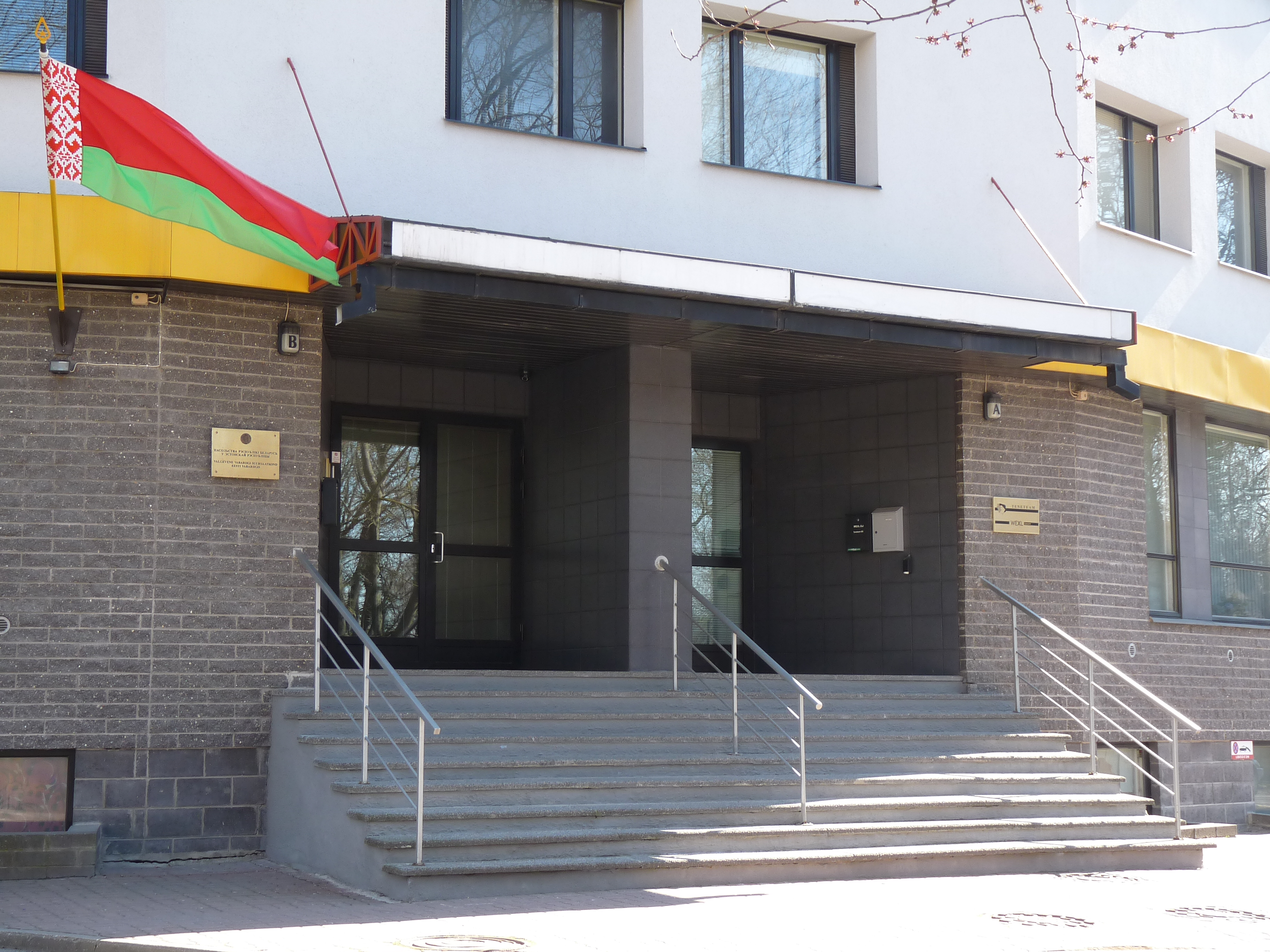
سفارتخانه بلاروس در تالین

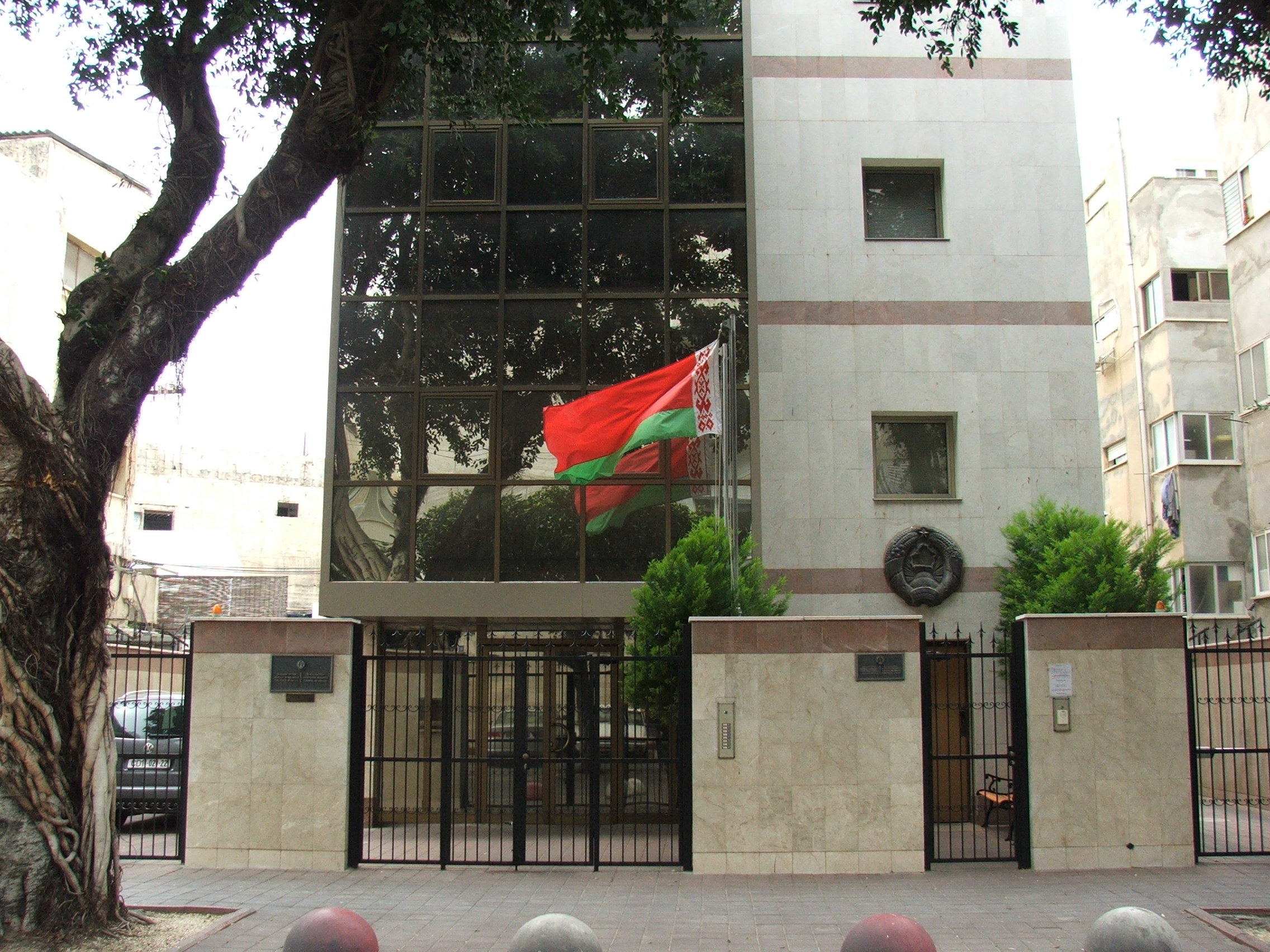
سفارتخانه بلاروس در تل آویو

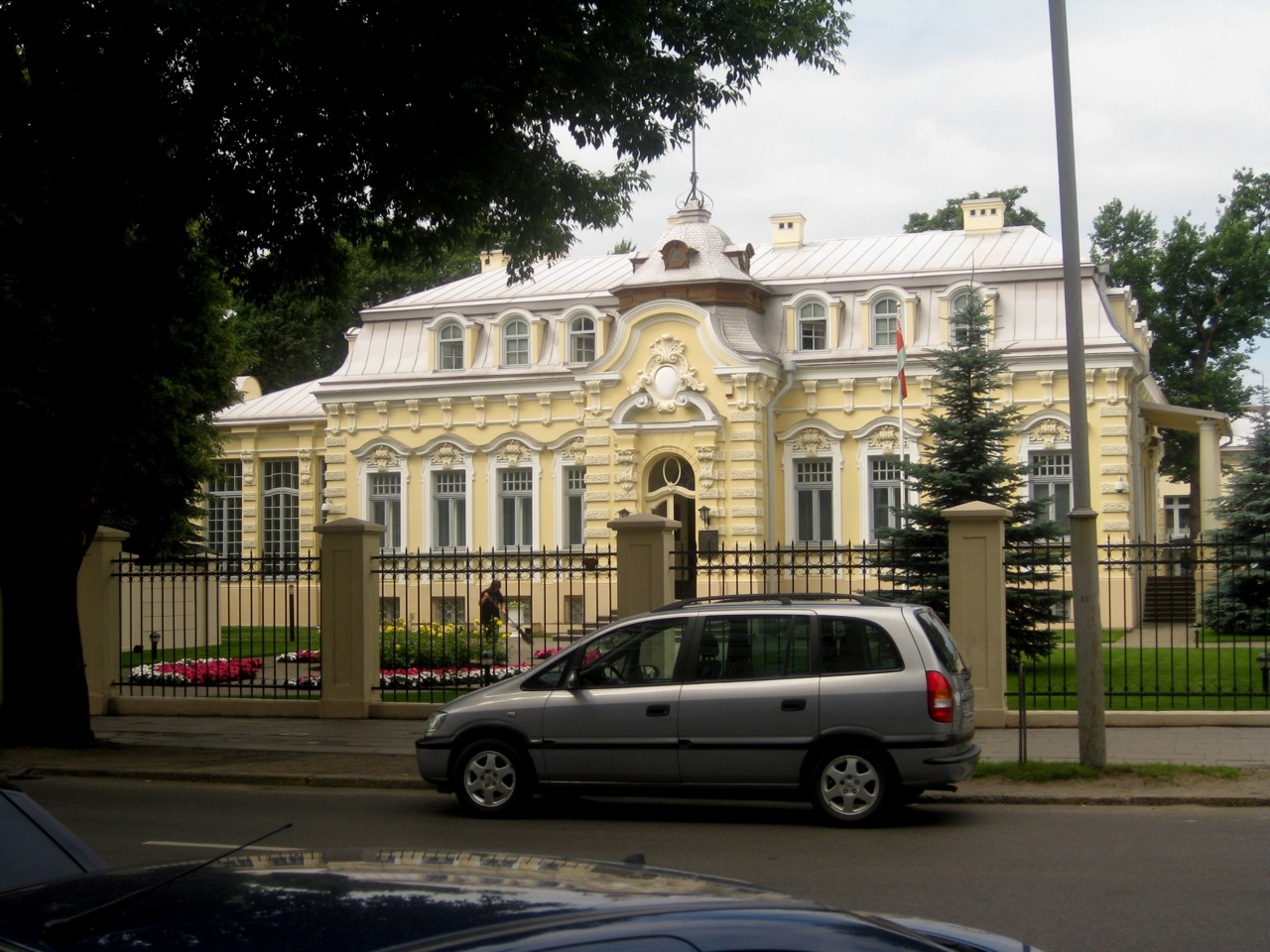
سفارتخانه بلاروس در ویلنیوس

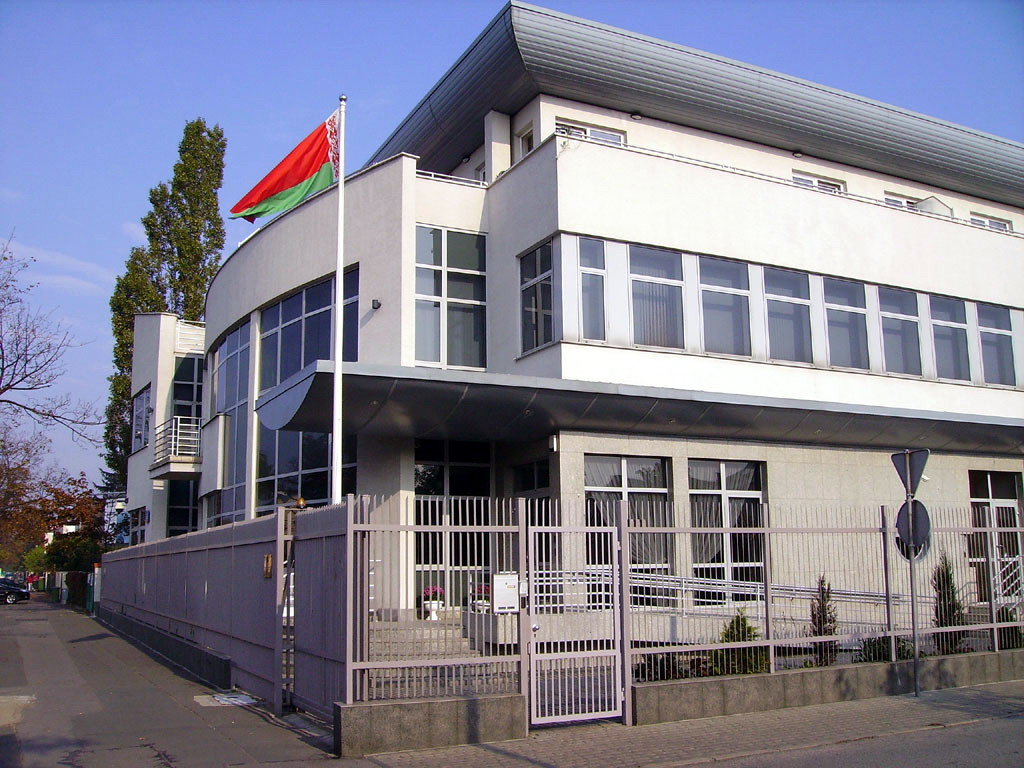
سفارتخانه بلاروس در ورشو

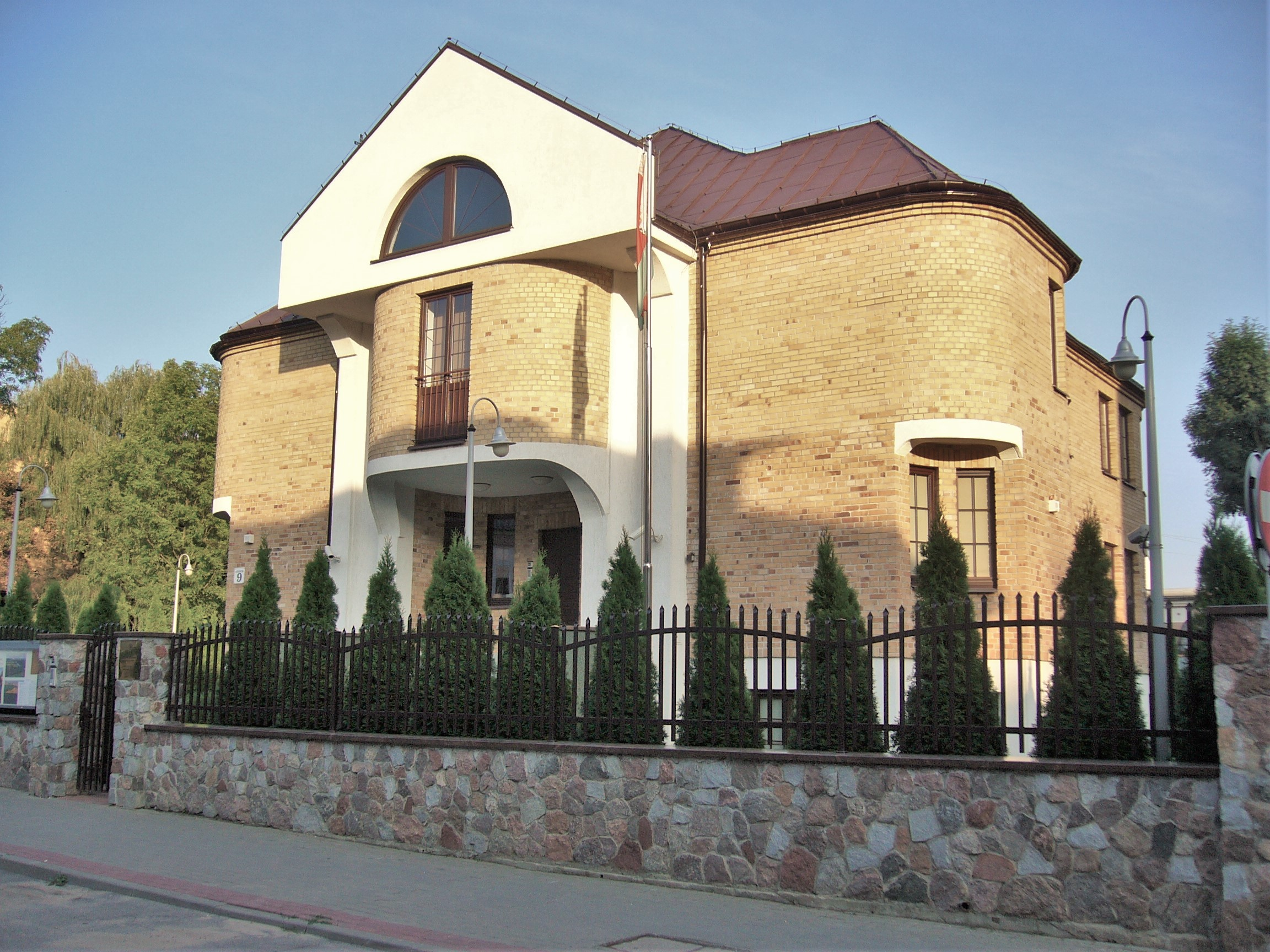
کنسولگری بلاروس در بیالیستوک

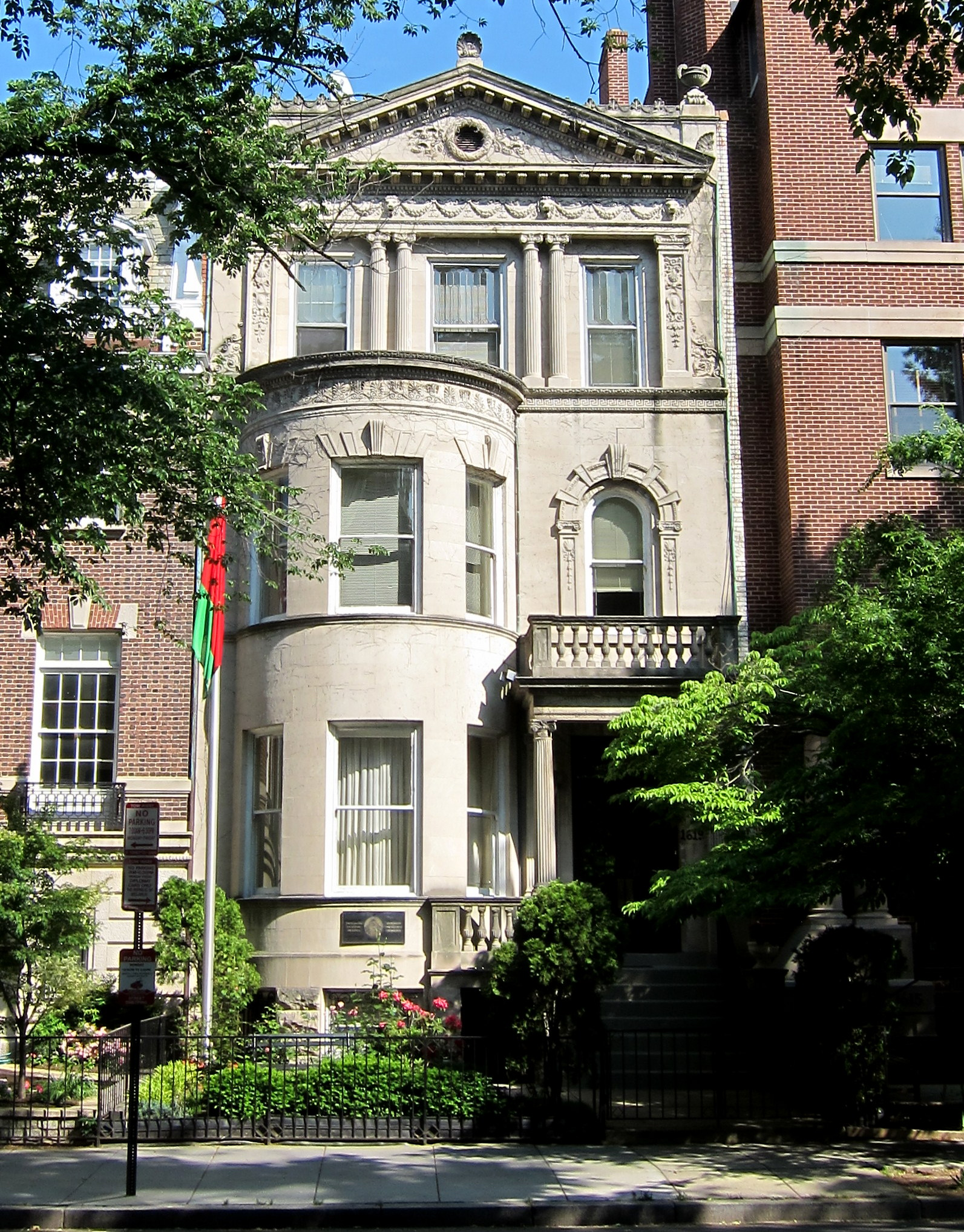
سفارتخانه بلاروس در واشنگتن دی سی

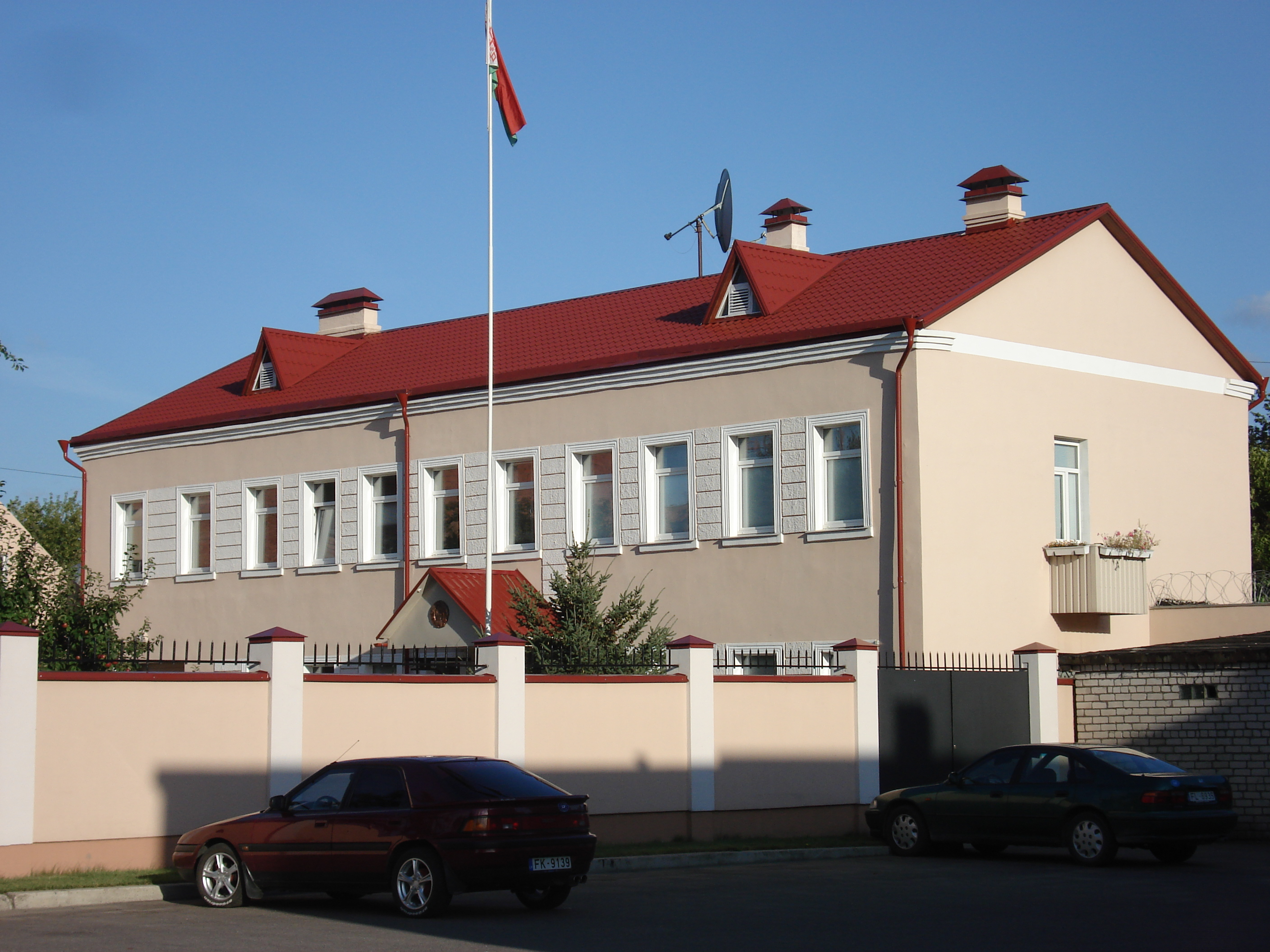
کنسولگری بلاروس در دوگاپیلس

فهرست سفارت‌های بلاروس، فهرستی از مراکز سفارتخانه و کنسولگری کشور بلاروس در سراسر جهان است.
بلاروس (بلاروسی: Беларусь، الفبای لاسینکا: Belaruś؛ (به روسی: Белору́ссия)، نام قدیمی تر: Белору́ссия تلفظ: بِلُروسّییا)
یک سرزمین دور از دریا در اروپای خاوری است. بلاروس در ۲۷ ژوئیه ۱۹۹۰ موجودیت خود را اعلام نمود و در پی فروپاشی اتحاد جماهیر شوروی، استقلال خود را به عنوان جمهوری بلاروس در ۲۵ اوت ۱۹۹۱ اعلام کرد. امروزه بلاروس با روسیه و کشورهای استقلال یافته از شوروی، ارتباطی گسترده دارد.

## آسیا
- ارمنستان
  - ایروان (سفارت)
- جمهوری آذربایجان
  - باکو (سفارت)
- چین
  - پکن (سفارت)
  - شانگهای (سرکنسولگری)
- گرجستان
  - تفلیس (سفارت)
- هند
  - دهلی نو (سفارت)
- اندونزی
  - جاکارتا (سفارت)
- ایران
  - تهران (سفارت)
- اسرائیل
  - تل آویو (سفارت)
- ژاپن
  - توکیو (سفارت)
- قزاقستان
  - آستانه (سفارت)
- کره جنوبی
  - سئول (سفارت)
- قرقیزستان
  - بیشکک (سفارت)
- مغولستان
  - اولان باتور (سفارت)
- پاکستان
  - اسلام‌آباد (سفارت)
- قطر
  - دوحه (سفارت)
- سوریه
  - دمشق (سفارت)
- تاجیکستان
  - دوشنبه (سفارت)
- ترکیه
  - آنکارا (سفارت)
  - استانبول (سرکنسولگری)
- ترکمنستان
  - عشق آباد (سفارت)
- امارات متحده عربی
  - ابوظبی (سفارت)
- ازبکستان
  - تاشکند (سفارت)
- ویتنام
  - هانوی (سفارت)

## آفریقا
- مصر
  - قاهره (سفارت)
- اتیوپی
  - آدیس آبابا (سفارت)
- نیجریه
  - ابوجا (سفارت)
- آفریقای جنوبی
  - پرتوریا (سفارت)

## آمریکا
- آرژانتین
  - بوئنوس آیرس (سفارت)
- برزیل
  - برازیلیا (سفارت)
  - ریو دو ژانیرو (سرکنسولگری)
- کانادا
  - اتاوا (سفارت)
- کوبا
  - هاوانا (سفارت)
- اکوادور
  - کیتو (سفارت)
- ایالات متحده آمریکا
  - واشنگتن دی سی (سفارت)
  - نیویورک (سرکنسولگری)
- ونزوئلا
  - کاراکاس (سفارت)

## اروپا
- اتریش
  - وین (سفارت)
- بلژیک
  - بروکسل (سفارت)
- بلغارستان
  - صوفیه (سفارت)
- جمهوری چک
  - پراگ (سفارت)
- استونی
  - تالین (سفارت)
- فنلاند
  - هلسینکی (سفارت)
- فرانسه
  - پاریس (سفارت)
- آلمان
  - برلین (سفارت)
  - مونیخ (سرکنسولگری)
  - بن (شعبه)
- مجارستان
  - بوداپست (سفارت)
- ایتالیا
  - رم (سفارت)
- لتونی
  - ریگا (سفارت)
  - دوگاپیلس (سرکنسولگری)
- لیتوانی
  - ویلنیوس (سفارت)
- مولدووا
  - کیشیناو (سفارت)
- هلند
  - لاهه (سفارت)
- لهستان
  - ورشو (سفارت)
  - بیاویستوک (سرکنسولگری)
  - گدانسک (سرکنسولگری)
  - بیاوا پودلاسکا (کنسولگری)
- رومانی
  - بخارست (سفارت)
- روسیه
  - مسکو (سفارت)
  - کالینینگراد (بخش)
  - کازان (بخش)
  - خاباروفسک (بخش)
  - کراسنویارسک (بخش)
  - نیژنی نووگورود (بخش)
  - روستوف-نا-دونو (بخش)
  - سن پترزبورگ (بخش)
  - اسمولنسک (بخش)
  - اوفا (بخش)
  - یکاترینبورگ (بخش)
- صربستان
  - بلگراد (سفارت)
- اسلواکی
  - براتیسلاوا (سفارت)
- سوئیس
  - برن (سفارت)
- اوکراین
  - کی یف (سفارت)
- بریتانیا
  - لندن (سفارت)

## اقیانوسیه
- استرالیا
  - کانبرا (سفارت)

## سازمان‌های چندجانبه

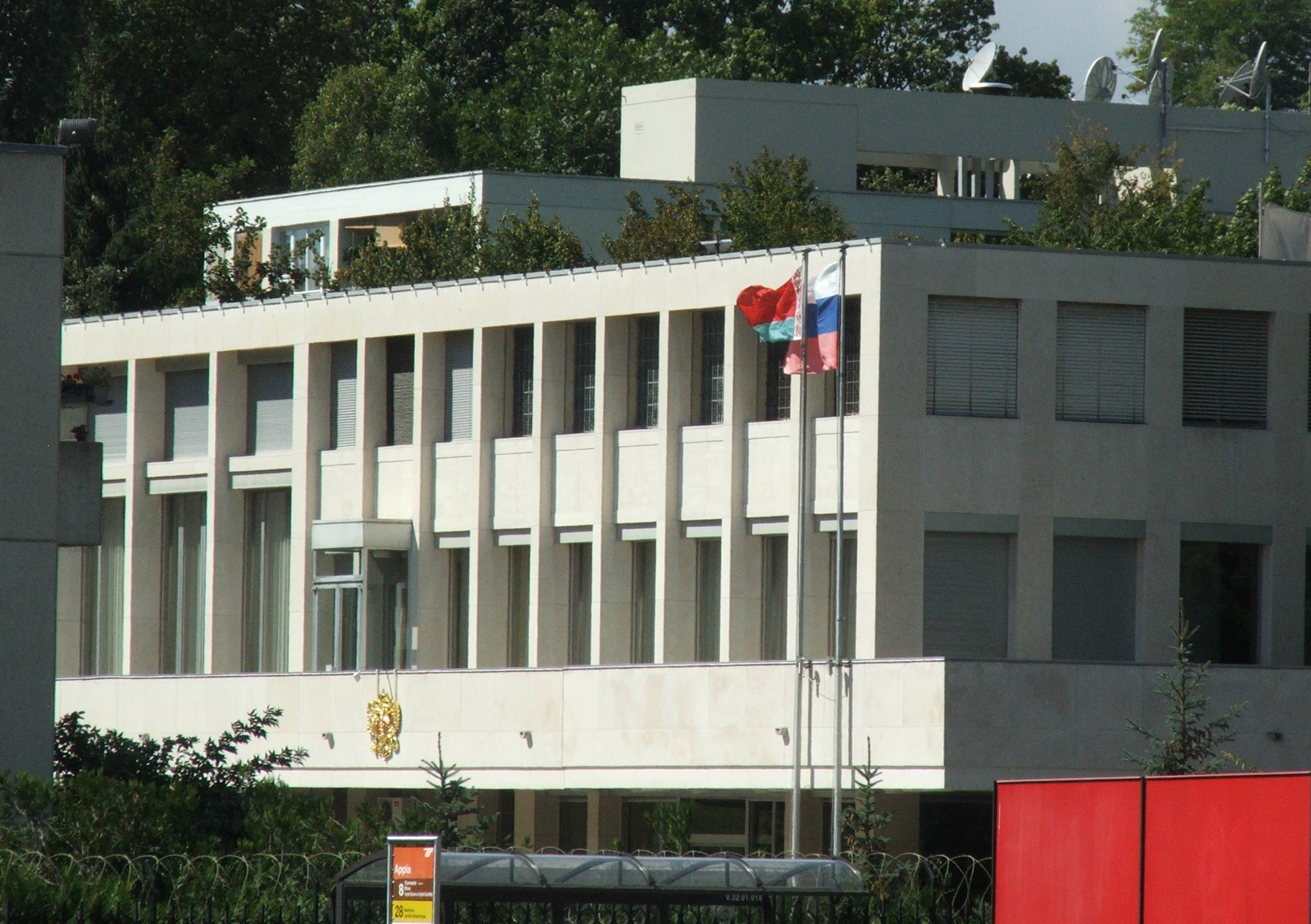
نمایندگی دائم بلاروس در مقر سازمان ملل متحد در ژنو

- بروکسل (هیئت اعزامی به اتحادیه اروپا و ناتو)
- ژنو (هیئت اعزامی به سازمان ملل متحد و دیگر سازمان‌های بین‌المللی)
- نیویورک (هیئت اعزامی به سازمان ملل متحد)
- پاریس (هیئت اعزامی به یونسکو)
- استراسبورگ (هیئت اعزامی به اتحادیه اروپا)
- وین (هیئت اعزامی به سازمان امنیت و همکاری اروپا)